# Antonio Zapata y Cisneros
Antonio Zapata y Cisneros (Madrid, 8 ottobre 1550 – Madrid, 27 aprile 1635) è stato un cardinale spagnolo.

## Biografia

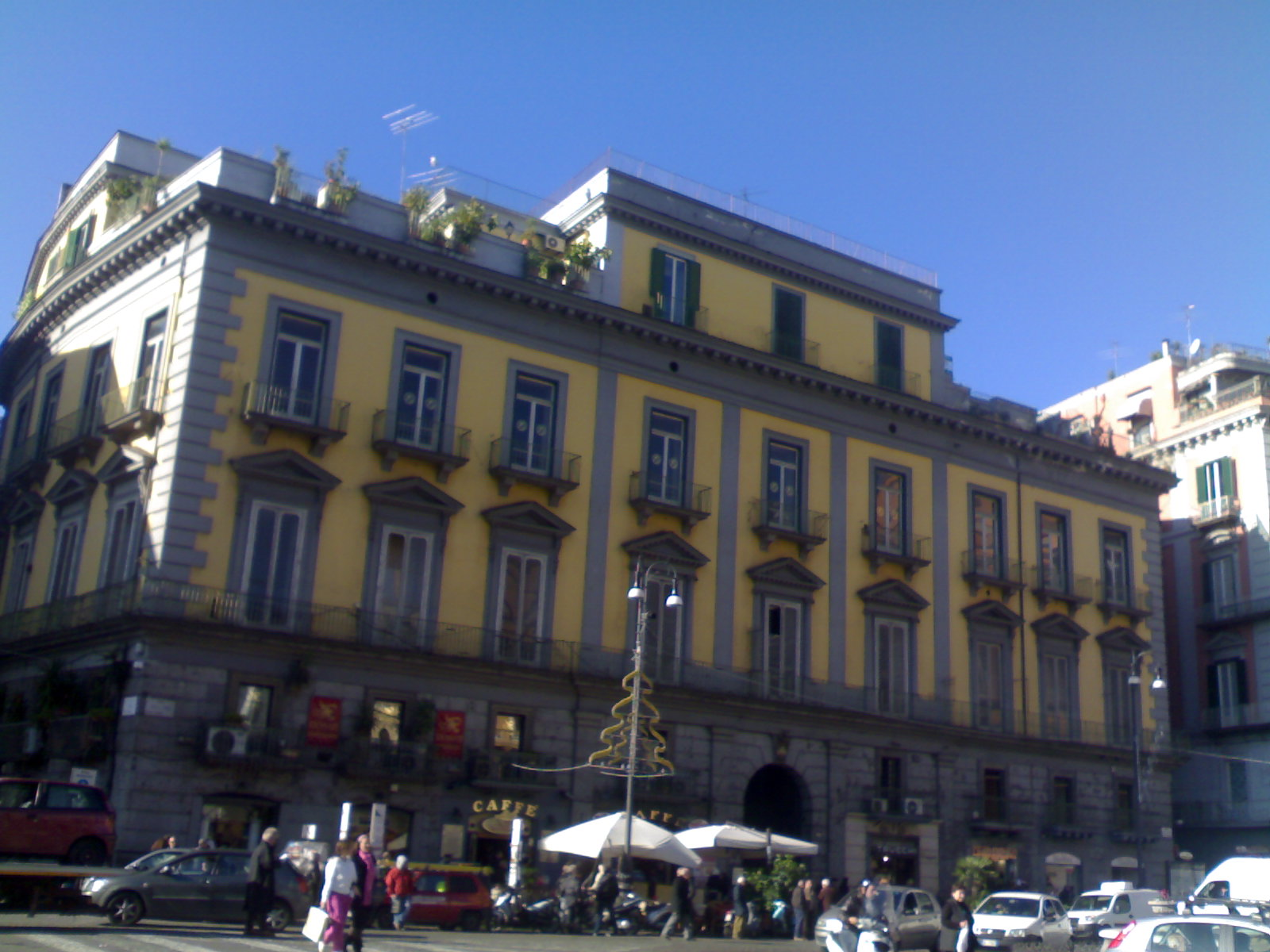
Palazzo del Cardinale Zapata a Napoli, costruito per volere del viceré come sede del potere vicereale durante i lavori per la ricostruzione dell'odierno Palazzo Reale di Napoli

Discendente della nobile famiglia Zapata, nacque a Madrid l'8 ottobre 1550 da Francisco Zapata de Cisneros e María Clara de Mendoza, nonché imparentato con Francisco Jiménez de Cisneros.
Papa Clemente VIII lo elevò al rango di cardinale nel concistoro del 9 giugno 1604.
Nel settembre del 1620 Filippo III gli conferì l'incarico di Viceré di Napoli.
Nel 1627 il papa Urbano VIII lo nominò inquisitore generale del regno.
Morì il 27 aprile 1635 all'età di 84 anni.

## Genealogia episcopale e successione apostolica
La genealogia episcopale è:
- Cardinale Diego Espinosa Arévalo
- Cardinale Gaspar de Quiroga y Vela
- Cardinale Antonio Zapata y Cisneros

La successione apostolica è:
- Arcivescovo Juan Santisteban de Falces, O.S.H. (1605)
- Arcivescovo Juan de Rada, O.F.M.Obs. (1605)
- Arcivescovo Pedro Ruiz Valdivieso (1609)
- Arcivescovo Arcangelo Gualtieri, O.F.M. (1612)
- Vescovo Gregorio Pedrosa Cásares, O.S.H. (1624)
- Vescovo Bernardo Caballero Paredes (1627)
- Arcivescovo Antonio Pérez, O.S.B. (1627)
- Vescovo Cristóbal de la Cámara y Murga (1628)

## Ascendenza
|                                                          |                                                      |                                                   | Genitori                                                             |  |  | Nonni |  |  | Bisnonni                                                   |  |  | Trisnonni                                                  |  |
|                                                          |                                                      |                                                   |                                                                      |  |  |       |  |  | 8. Juan Zapata y Jiménez, IV signore di Barajas ed Alameda |  |  | 16. Juan Zapata y Ulloa, III signore di Barajas ed Alameda |  |
|                                                          |                                                      |                                                   |                                                                      |  |  |       |  |  | 8. Juan Zapata y Jiménez, IV signore di Barajas ed Alameda |  |  | 16. Juan Zapata y Ulloa, III signore di Barajas ed Alameda |  |
|                                                          |                                                      | 17. María Jiménez y Mendoza                       |                                                                      |  |  |       |  |  | 8. Juan Zapata y Jiménez, IV signore di Barajas ed Alameda |  |  |                                                            |  |
| 4. Juan Zapata y Coello, V signore di Barajas ed Alameda |                                                      |                                                   |                                                                      |  |  |       |  |  | 8. Juan Zapata y Jiménez, IV signore di Barajas ed Alameda |  |  |                                                            |  |
|                                                          |                                                      | 9. Leonor Coello y Gámez                          | 18. Juan Coello                                                      |  |  |       |  |  |                                                            |  |  |                                                            |  |
|                                                          |                                                      | 9. Leonor Coello y Gámez                          | 18. Juan Coello                                                      |  |  |       |  |  |                                                            |  |  |                                                            |  |
|                                                          |                                                      | 9. Leonor Coello y Gámez                          | 19. Catalina de Gámez                                                |  |  |       |  |  |                                                            |  |  |                                                            |  |
| 2. Francisco Zapata y Cisneros, I conte di Barajas       |                                                      | 9. Leonor Coello y Gámez                          |                                                                      |  |  |       |  |  |                                                            |  |  |                                                            |  |
|                                                          |                                                      | 10. Juan Jiménez, signore di Cisneros             | 20. Alonso Jiménez, signore di Cisneros                              |  |  |       |  |  |                                                            |  |  |                                                            |  |
|                                                          |                                                      | 10. Juan Jiménez, signore di Cisneros             | 20. Alonso Jiménez, signore di Cisneros                              |  |  |       |  |  |                                                            |  |  |                                                            |  |
|                                                          |                                                      | 10. Juan Jiménez, signore di Cisneros             | 21. Marina Astudillo de la Torre                                     |  |  |       |  |  |                                                            |  |  |                                                            |  |
| 5. María de Cisneros y Zapata                            |                                                      | 10. Juan Jiménez, signore di Cisneros             |                                                                      |  |  |       |  |  |                                                            |  |  |                                                            |  |
|                                                          |                                                      | 11. Leonor Zapata y Jiménez                       | 22. Juan Zapata y Ulloa, III signore di Barajas ed Alameda (= 16)    |  |  |       |  |  |                                                            |  |  |                                                            |  |
|                                                          |                                                      | 11. Leonor Zapata y Jiménez                       | 22. Juan Zapata y Ulloa, III signore di Barajas ed Alameda (= 16)    |  |  |       |  |  |                                                            |  |  |                                                            |  |
|                                                          |                                                      | 11. Leonor Zapata y Jiménez                       | 23. María Jiménez y Mendoza (= 17)                                   |  |  |       |  |  |                                                            |  |  |                                                            |  |
| 1. Antonio Zapata y Mendoza                              |                                                      | 11. Leonor Zapata y Jiménez                       |                                                                      |  |  |       |  |  |                                                            |  |  |                                                            |  |
|                                                          | 12. Bernardino Suárez de Mendoza, II conte di Coruña | 24. Lorenzo Suárez de Figueroa, I conte di Coruña |                                                                      |  |  |       |  |  |                                                            |  |  |                                                            |  |
|                                                          | 12. Bernardino Suárez de Mendoza, II conte di Coruña | 24. Lorenzo Suárez de Figueroa, I conte di Coruña |                                                                      |  |  |       |  |  |                                                            |  |  |                                                            |  |
|                                                          | 12. Bernardino Suárez de Mendoza, II conte di Coruña | 25. Isabel de Villandrado                         |                                                                      |  |  |       |  |  |                                                            |  |  |                                                            |  |
| 6. Juan Suárez de Mendoza                                | 12. Bernardino Suárez de Mendoza, II conte di Coruña |                                                   |                                                                      |  |  |       |  |  |                                                            |  |  |                                                            |  |
|                                                          |                                                      | 13. María Manrique de Sotomayor                   | …                                                                    |  |  |       |  |  |                                                            |  |  |                                                            |  |
|                                                          |                                                      | 13. María Manrique de Sotomayor                   | …                                                                    |  |  |       |  |  |                                                            |  |  |                                                            |  |
|                                                          |                                                      | 13. María Manrique de Sotomayor                   | …                                                                    |  |  |       |  |  |                                                            |  |  |                                                            |  |
| 3. María Clara de Mendoza                                |                                                      | 13. María Manrique de Sotomayor                   |                                                                      |  |  |       |  |  |                                                            |  |  |                                                            |  |
|                                                          |                                                      | 14. Juan Hurtado de Mendoza, signore di Balina    | 28. Iñigo López de Mendoza y Luna, II duca dell'Infantado            |  |  |       |  |  |                                                            |  |  |                                                            |  |
|                                                          |                                                      | 14. Juan Hurtado de Mendoza, signore di Balina    | 28. Iñigo López de Mendoza y Luna, II duca dell'Infantado            |  |  |       |  |  |                                                            |  |  |                                                            |  |
|                                                          |                                                      | 14. Juan Hurtado de Mendoza, signore di Balina    | 29. María de Luna y Pimentel, signora de La Torre de Esteban Hambrán |  |  |       |  |  |                                                            |  |  |                                                            |  |
| 7. María de Mendoza y Luna                               |                                                      | 14. Juan Hurtado de Mendoza, signore di Balina    |                                                                      |  |  |       |  |  |                                                            |  |  |                                                            |  |
|                                                          |                                                      | 15. Ana de Villagrán                              | …                                                                    |  |  |       |  |  |                                                            |  |  |                                                            |  |
|                                                          |                                                      | 15. Ana de Villagrán                              | …                                                                    |  |  |       |  |  |                                                            |  |  |                                                            |  |
|                                                          |                                                      | 15. Ana de Villagrán                              | …                                                                    |  |  |       |  |  |                                                            |  |  |                                                            |  |
|                                                          |                                                      | 15. Ana de Villagrán                              |                                                                      |  |  |       |  |  |                                                            |  |  |                                                            |  |